# 青の洞窟 (陸中海岸)
青の洞窟（あおのどうくつ）は、岩手県宮古市、陸中海岸の浄土ヶ浜にある洞窟。別名 八戸穴（はちのへあな）と言われ、青森県八戸市に続いていると言われている。
さっぱ船遊覧で知られている。さっぱとは笹の葉っぱの略称で、船の形からそのように名付けられた。東北地方太平洋沖地震（東日本大震災）の津波で浄土ヶ浜に瓦礫が押し寄せ、さっぱ船遊覧も一時中断したが、瓦礫が撤去され、復興した。